# Elecciones federales de México de 2012 en Campeche
Las elecciones federales de México de 2012 en Campeche se llevaron a cabo el domingo 1 de julio de 2012, y en ellas se renovaron los siguientes cargos de elección popular:
- 3 Senadores. Miembros de la cámara alta del Congreso de la Unión. Dos elegidos por mayoría simple y uno por primera minoría.
- 2 diputados federales. Miembros de la cámara baja del Congreso de la Unión. Dos elegidos por mayoría simple. Todos ellos electos para un periodo de tres años a partir del 1 de septiembre de 2012

## Resultados electorales

### Senadores por Campeche

#### Senadores Electos
|  | Candidato            | Partido | Tipo de elección | Tipo de elección |
|  | -------------------- | ------- | ---------------- | ---------------- |
|  | Raúl Pozos Lanz      |         | Primera fórmula  | Mayoría relativa |
|  | Óscar Rosas González |         | Segunda fórmula  | Mayoría relativa |
|  | Jorge Lavalle Maury  |         | Primera fórmula  | Primera minoría  |

### Diputados Federales por Campeche

#### Diputados Electos
| Candidato             | Partido | Distrito   | Tipo de elección |
| --------------------- | ------- | ---------- | ---------------- |
| Landy Berzunza Novelo |         | Distrito 1 | Mayoría relativa |
| Rocío Abreu Artiñano  |         | Distrito 2 | Mayoría relativa |

## Elecciones

### Cámara de Senadores
|  | 36.95 % |

|  | 29.17 % |

|  | 18.97 % |

|  | 4.19 % |

|  | 1.81 % |

|  | 8.76 % |

|  | 66.40 % |

### Cámara de Diputados

#### Distrito federal 1 (Campeche)
|  | 42.12 % |

|  | 25.34 % |

|  | 14.61 % |

|  | 7.18 % |

|  | 2.11 % |

|  | 8.49 % |

|  | 69.60 % |

#### Distrito federal 6 (Ciudad del Carmen)
|  | 43.47 % |

|  | 32.36 % |

|  | 17.26 % |

|  | 2.90 % |

|  | 3.90 % |

|  | 62,54 % |